# Anne Kohler
Anne Kohler (* 28. Mai 1967) ist eine deutsche Dirigentin, Chorleiterin und Professorin für Chor- und Orchesterleitung an der Hochschule für Musik Detmold.

## Leben und Werk
Anne Kohler studierte Schulmusik an der Hochschule für Musik und Theater Hamburg, Dirigieren, Klavier und Gesang an der Hochschule für Musik Karlsruhe. Sie vertiefte die Ausbildung in Meisterkursen bei Eric Ericson, Frieder Bernius, Volker Hempfling, Tõnu Kaljuste und María Guinand.
Anne Kohler war von 1996 bis 2009 Dozentin für Chorleitung und Gesang an der Musikhochschule Hannover. Dort gründete sie den Jazzchor Vivid Voices, mit dem sie den 1. Preis im Deutschen Chorwettbewerb 2002 (Kategorie Jazz) in Osnabrück gewann.
2009 wechselte sie als Professorin für Chor- und Orchesterleitung an die Hochschule für Musik Detmold. Dort übernahm sie den Kammerchor und gewann mit ihm beim Internationalen Chorwettbewerb in Mosbach (2012) und beim Deutschen Chorwettbewerb (2014) je einen 1. Preis. Sie gründete den Jazzchor Pop-Up und gewann mit ihm 2018 ebenfalls den 1. Preis beim Deutschen Chorwettbewerb und 2025 den 1. Preis beim Deutschen Chorfest in Nürnberg.
Einstudierungen für Marcus Creed, Roger Norrington, Ingo Metzmacher und Pierre Boulez führten sie zum SWR Vokalensemble Stuttgart und zum Rundfunkchor Berlin.
Der Deutsche Musikrat hat 2020 Anne Kohler zur ersten Chorleiterin des Bundesjugendchores berufen, der der Förderung des Spitzennachwuchses dient.

## Einspielungen
- Vokalensemble Pop-Up: Rest your head, Detmold, Hochschule für Musik Detmold, 2014
- Pop-Up - Sebastian Müller Band: Luminous, Detmold, Hochschule für Musik Detmold, 2015
- Pop-Up: Sing to the moon, Detmold, Hochschule für Musik Detmold, 2017
- Pop-Up: 4, 2019